# WWE Draft (2010)

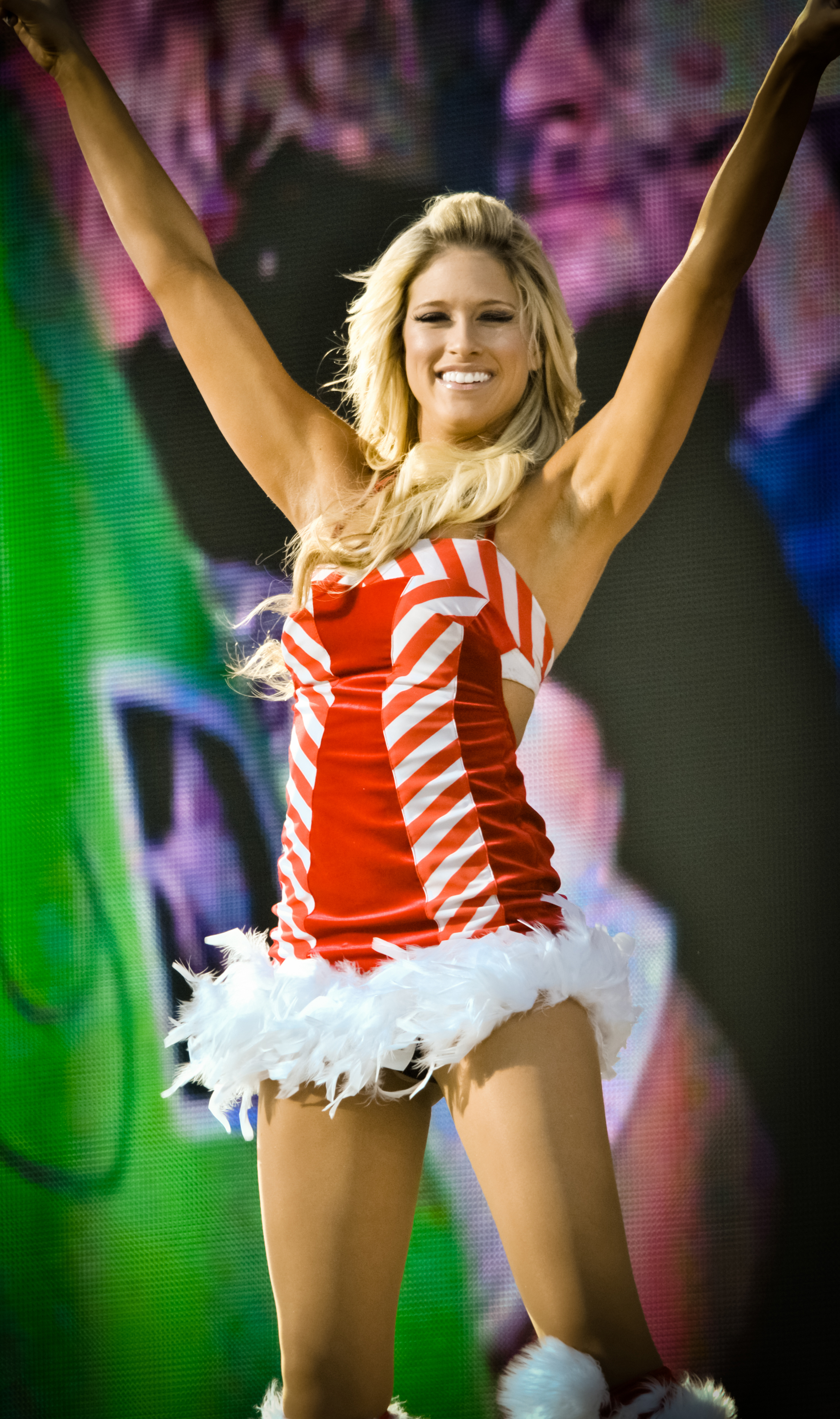
Kelly Kelly foi a primeira pessoa a ser transferida.

O 2010 World Wrestling Entertainment (WWE) Draft foi o oitavo Draft produzido pela WWE. Ele aconteceu em 26 de abril de 2010 no Richmond Coliseum em Richmond, Virginia.  O Draft foi realizado ao vivo no Raw, exibido na USA Network. O Draft de 2010 consistiu das brands Raw e SmackDown, onde todos os lutadores e personalidades poderiam ser transferidos. Foi o primeiro Draft desde 2005 que não contou com a presença da ECW.

## Antes do Draft
A Brand Extension começou em março de 2002, onde o Raw e SmackDown! se tornaram brands para onde os funcionários seriam divididos; com a ECW se envolvendo entre 2006 e 2009. Desde seu início, o Draft aconteceu anualmente, com exceção de 2003. O WWE Draft de 2010 foi confirmado pela WWE e pelo Richmond Coliseum pelos seus websites em março de 2010. Acontecendo no dia seguinte ao pay-per-view Extreme Rules, o Draft acontecerá em 26 de abril de 2010 em Richmond, Virginia no Richmond Coliseum. O Draft Suplementar foi anunciado para 28 de abril.

## Seleção de lutadores

### Draft televisionado
Durante o Raw, representantes do Raw e SmackDown se envolveram em seis lutas por seleções.

#### Lutas
| # | Luta                                                                    | Estipulação                                 | Vencedor                  |
| - | ----------------------------------------------------------------------- | ------------------------------------------- | ------------------------- |
| 1 | SmackDown: Michelle McCool & Layla vs. Raw: Eve Torres & Maryse Ouellet | Luta de duplas por 1 seleção de Diva        | SmackDown: McCool & Layla |
| 2 | Raw: Evan Bourne vs. SmackDown: CM Punk                                 | Luta individual por 1 seleção               | SmackDown: CM Punk        |
| 3 | Raw: 5 lutadores vs. SmackDown: 5 lutadores                             | Battle Royal de 10 lutadores por 3 seleções | Raw: Ted DiBiase          |
| 4 | SmackDown: Chris Jericho vs. Raw: Christian                             | Luta individual por 1 seleção               | SmackDown: Chris Jericho  |
| 5 | SmackDown: Jack Swagger vs. Raw: John Morrison[A1]                      | Luta individual por 1 seleção               | SmackDown: Jack Swagger   |
| 6 | SmackDown: Dolph Ziggler vs. Raw: Hornswoggle                           | Luta individual por 1 seleção               | Raw: Hornswoggle          |

#### Seleções
| Seleção # | Brand (para) | Empregado (Nome real)                | Papel   | Brand (de) |
| --------- | ------------ | ------------------------------------ | ------- | ---------- |
| 1         | SmackDown    | Kelly Kelly (Barbie Blank)           | Diva    | Raw        |
| 2         | SmackDown    | Big Show (Paul Wight)                | Lutador | Raw        |
| 3         | Raw          | John Morrison (John Hennigan)        | Lutador | Smackdown  |
| 4         | Raw          | R-Truth (Ron Killings)               | Lutador | Smackdown  |
| 5         | Raw          | Edge (Adam Copeland)                 | Lutador | Smackdown  |
| 6         | SmackDown    | Kofi Kingston (Kofi Sarkodie-Mensah) | Lutador | Raw        |
| 7         | SmackDown    | Christian (Jason Reso)               | Lutador | Raw        |
| 8         | Raw          | Chris Jericho (Chris Irvine)         | Lutador | SmackDown  |

### Draft Suplementar
| Seleção # | Brand (para) | Empregado (Nome real)                                                      | Papel   | Brand (de) |
| --------- | ------------ | -------------------------------------------------------------------------- | ------- | ---------- |
| 9         | SmackDown    | Cody Rhodes (Cody Runnels)                                                 | Lutador | Raw        |
| 10        | SmackDown    | Chavo Guerrero (Chavo Guerrero, Jr.)                                       | Lutador | Raw        |
| 11        | Raw          | The Great Khali (Dalip Singh)                                              | Lutador | SmackDown  |
| 12        | Raw          | Ranjin Singh (Dave Kapoor)                                                 | Manager | SmackDown  |
| 13        | Raw          | Natalya (Natalya Neidhart)                                                 | Diva    | SmackDown  |
| 14        | SmackDown    | Chris Masters (Chris Mordetzky)                                            | Lutador | Raw        |
| 15        | Raw          | Ezekiel Jackson (Rycklon Stephens)                                         | Lutador | SmackDown  |
| 16        | Raw          | Goldust (Dustin Rhodes)                                                    | Lutador | SmackDown  |
| 17        | SmackDown    | Hornswoggle (Dylan Postl)                                                  | Lutador | Raw        |
| 18        | SmackDown    | Rosa Mendes (Milena Roucka)                                                | Lutador | Raw        |
| 19        | Raw          | The Hart Dynasty (David Hart Smith e Tyson Kidd) (Harry Smith e TJ Wilson) | Dupla   | SmackDown  |
| 20        | SmackDown    | Montel Vontavious Porter (Alvin Burke Jr.)                                 | Lutador | Raw        |

## Rodapé
- A:A1  – John Morrison, originalmente do SmackDown, foi transferido para o Raw antes de sua luta.